# Plainville (Massachusetts)
Plainville é uma vila localizada no condado de Norfolk no estado estadounidense de Massachusetts. No Censo de 2010 tinha uma população de 8.264 habitantes e uma densidade populacional de 277,02 pessoas por km².

## Geografia
Plainville encontra-se localizado nas coordenadas 42° 00′ 46″ N, 71° 20′ 12″ O. Segundo o Departamento do Censo dos Estados Unidos, Plainville tem uma superfície total de 29.83 km², da qual 28.48 km² correspondem a terra firme e (4.52%) 1.35 km² é água.

## Demografia
Segundo o censo de 2010, tinha 8.264 pessoas residindo em Plainville. A densidade populacional era de 277,02 hab./km². Dos 8.264 habitantes, Plainville estava composto pelo 94.2% brancos, o 1.06% eram afroamericanos, o 0.15% eram amerindios, o 3.12% eram asiáticos, o 0% eram insulares do Pacífico, o 0.41% eram de outras raças e o 1.05% pertenciam a duas ou mais raças. Do total da população o 1.78% eram hispanos ou latinos de qualquer raça.